# Augusto Guidi
Augusto Guidi (* 14. Februar 1838 in Rom, Kirchenstaat; † 16. März 1900 ebenda) war ein Kurienerzbischof der römisch-katholischen Kirche.

## Leben
Augusto Guidi empfing am 30. März 1861 das Sakrament der Priesterweihe für das Bistum Rom. Zuvor war Guidi Sekretär der Hl. Kongregation der Studien. 1892 wurde Guidi Präsident der Päpstlichen Diplomatenakademie in Rom. Bereits 1894 trat Augusto Guidi aber als Präsident der Päpstlichen Diplomatenakademie zurück.
Am 18. Mai 1894 ernannte ihn Papst Leo XIII. zum Titularerzbischof von Nicaea und bestellte ihn zum Sekretär der Kardinalskommission für die Auswahl der Bischöfe für Italien. Der Kardinalvikar des Bistums Rom, Lucido Maria Kardinal Parocchi, spendete ihm am 3. Juni desselben Jahres die Bischofsweihe. Zudem war Augusto Guidi seit 1895 Auditor Seiner Heiligkeit.